# Новобаварський район
Новобава́рський райо́н (до 17 травня 2016 року — Жовтневий) — один із 9 районів міста Харкова.

## Загальні відомості
На території району розташовано близько 400 вулиць, провулків, в'їздів, проїздів. Загальна довжина доріг — 219,68 км. У Новобаварському районі 80 % приватних житлових будинків — більше, ніж у будь-якому іншому районі Харкова.

## Історія
Утворений 1924 року як адміністративно-територіальна частина міста.
17 травня 2016 року розпорядженням голови Харківської обласної державної адміністрації район був декомунізований, йому надана назва "Новобаварський" через розташування там місцевості Нова Баварія на території району.

## Промисловість і торгівля
Загальна кількість промислових підприємств — 51 одиниця. Загальна кількість працюючих осіб — 18 569.
Структура промислового виробництва (питома вага видів економічної діяльності до загального випуску промислової продукції району):
- машинобудування — 37,4 %;
- легка промисловість — 10,5 %;
- харчова промисловість — 8,0 %;
- металургія — 4,7 %;
- хімічна промисловість — 3,6 %;
- виробництво деревини — 0,2 %;
- целюлозно-паперова промисловість — 0,8 %;
- інше виробництво (виробництво офісних меблів) — 34,8 %.

## Освіта та наука
На території району функціонує:
- 19 шкіл, у яких навчається 9 187 учнів, з них:
  - фізико-математичний ліцей № 27 на 558 учнів;
  - Харківська гімназія № 65 на 714 учнів;
- дві спеціалізовані школи:
  - № 162 з поглибленим вивченням іноземної мови на 1 240 учнів;
  - № 93 естетичного напрямку на 537 учнів;
- два навчально-виховних комплекси:
  - НВК «Школа—дитсадок» № 153 на 842 учня;
  - НВК № 182 на 46 учнів.
- приватна школа «Початок мудрості» на 110 учнів;
- 11 дошкільних установ на 2 053 дитини, з них:
  - дві санаторні (№ 38, 231), у яких проходять курс лікування 233 тубінфіковані дитини;
  - спеціалізований дошкільний заклад № 143 із логопедичними групами на 285 дітей.

У Центрі дитячої творчості працює 70 гуртків, у яких зайнято 1 365 дітей.
У дитячій юнацькій спортивній школі № 5 на 4 відділеннях у 73 гуртках займаються спортом 1 076 осіб.
При станції юних техніків відкрито 69 гуртків на 1 480 осіб.

## Культура та туризм
На території району розташовано 8 установ культури клубного типу, із них — 7 відомчих клубних установ культури і один приватний молодіжний клуб.
У Новобаварському районі працює три навчальних заклади естетичного виховання (в яких навчається 890 учнів):
- Дитяча школа мистецтв № 2 ім. П. І. Чайковського;
- Дитяча школа мистецтв № 4 ім. М. Д. Леонтовича;
- Дитяча музична школа № 7 ім. М. П. Мусоргського,

10 масових бібліотек з книжковим фондом понад 431 тис. екземплярів обслуговують понад 25 тис. читачів на рік.

## Спорт
У районі працюють дві дитячі спортивні школи ДЮСШ № 5 та СДЮСШОР «Маяк», спортивний клуб «Світло шахтаря», «Геліос Арена», 7 спортивних клубів за місцем проживання. На стадіоні «Геліос Арена» проходить чемпіонат України першої ліги з футболу за участю команди «Геліос» (Харків).

## Житлове господарство
У районі всього будинків — 12148 (заг. пл. 2301,8 тис. кв. км), із них:
- місцевих рад — 1266 (заг. пл. 1281,4 тис. кв. км);
- відомчих — 159 (69,9 тис. кв. м);
- ЖБК — 10 (42,6 тис. кв. м);
- приватного сектора — 10712 (904,1 тис. кв. м);
- ОСББ — 1 (3,8 тис. кв. м).